# Giovanni de Brébeuf
Giovanni de Brébeuf (Condé-sur-Vire, 25 marzo 1593 – Lago Huron, 16 marzo 1649) è stato un missionario, presbitero e gesuita francese.
È uno degli otto martiri canado-americani proclamati santi da papa Pio XI nel 1930.

## Biografia
Venne ordinato sacerdote a Rouen il 25 marzo 1622.
Nel 1625 si recò in Canada con altri missionari della Compagnia di Gesù.
L'anno seguente si fermò nel territorio degli Uroni, con i quali visse a lungo. A lui è attribuita la canzone Iesous Ahatonnia ("Nasce Gesù"), conosciuta come The Huron Carol ("Canto natalizio degli Uroni"), scritta nella lingua di questo popolo nel 1643.
Morì trucidato da una tribù di Irochesi nel 1649.
È venerato come santo e martire della Chiesa cattolica insieme ai suoi compagni, i cosiddetti Santi martiri canadesi. 
La sua commemorazione nel Martirologio romano è il 16 marzo, ma viene anche ricordato assieme agli altri martiri canadesi il 19 ottobre.